# Gemeinbedarfsfläche
Gemeinbedarfsfläche ist ein Begriff aus dem Bau- und Planungsrecht. In Deutschland regelt das Baugesetzbuch in § 5 (Inhalt des Flächennutzungsplans) und § 9 (Inhalt des Bebauungsplans) die Darstellung bzw. Festsetzung dieser Flächen in Flächennutzungs- und Bebauungsplänen. Auf solchen Flächen dürfen nur Einrichtungen und Anlagen errichtet werden, die der Allgemeinheit dienen, beispielsweise Kindertagesstätten, Schulen, Kirchen, soziale oder kulturelle Gebäude und Einrichtungen.